# Edith Rigby
Edith Rigby (de soltera Rayner) (18 d'octubre del 1872 – 1948) fou una suffragette anglesa. Fundà una escola a Preston, la St. Peter's School, dirigida a l'educació de xiquetes i dones. Més tard s'implicà molt en la lluita sufragista, l'empresonaren set vegades i va provocar diversos incendis. Era contemporània de Christabel i Sylvia Pankhurst. El 5 de febrer del 2018, en una sessió a l'ajuntament de Preston, organitzada per l'alcaldessa Trisha Rollo, s'estudià la possibilitat d'erigir una estàtua a Edith Rigby a la ciutat.

## Biografia
Edith Rayner nasqué el 18 d'octubre del 1872 a Preston, Lancashire. Era una dels set fills d'Alexandre Climent Rayner i fou educada en la Universitat de Penrhos, al nord de Gal·les.
Es casà amb Carles Rigby i va viure amb ell a Preston. Des d'una edat primerenca qüestionava les diferències entre les dones treballadores i les de classe mitjana, i després de casar-se lluità per a millorar la vida de les dones i xiquetes obreres. El 1899 va fundar St. Peter's School, la qual cosa va permetre a aquestes dones continuar la seua educació a partir dels 11 anys. A casa, criticava el tracte dels seus veïns als seus criats. Els Rigby tenien criats, però els permetien algunes llibertats no convencionals, com la possibilitat de menjar al menjador i no haver d'usar uniformes.

### Activisme
Al 1907 es formà la branca de Preston de la Unió Social i Política de les Dones (WSPU). Edith Rigby reclutà nous membres d'entre el Partit Laboral local, com ara Eleanor Higginson, amb qui va mantenir una amistat tota la vida. Edith Rigby participà en una marxa al Parlament de Londres amb Christabel i Sylvia Pankhurst el 1908. Cinquanta-set dones, incloent-hi Edith, foren detingudes i condemnades a un mes de presó. Durant aquest temps (i les posteriors sentències, set en total) va fer vagues de fam i la sotmeteren a alimentació forçada. El seu activisme inclogué la col·locació d'una bomba al Liverpool Corn Exchange el 5 de juliol del 1913, i tot i que més tard es declarà en el judici que "no s'havia produït cap gran mal per l'explosió", Edith Rigby fou sentenciada a nou mesos de presó amb treballs forçats. També afirmà haver calat foc a la cabana de Lord Leverhulme West Pennine Moors, prop de Rivington Pike el 7 de juliol del 1913. La propietat contenia una sèrie de pintures valuoses i l'atac provocà danys calculats en 20.000 lliures. Ella en digué:
| « | Vull demanar a sir William Lever si creu que la seua propietat de Rivington Pike és més valuosa com una més de les seues cases supèrflues ocasionalment oberta a la gent, o com un far il·luminat per al rei i la pàtria; ací hi ha uns greuges intolerables per a les dones | » |

Edith no acceptava la decisió de la WSPU de no fer campanya pel sufragi durant la Primera Guerra Mundial. Es va unir a l'escissió Unió Social i Política de les Dones Independents, i en formà una branca a Preston.

### Vida posterior

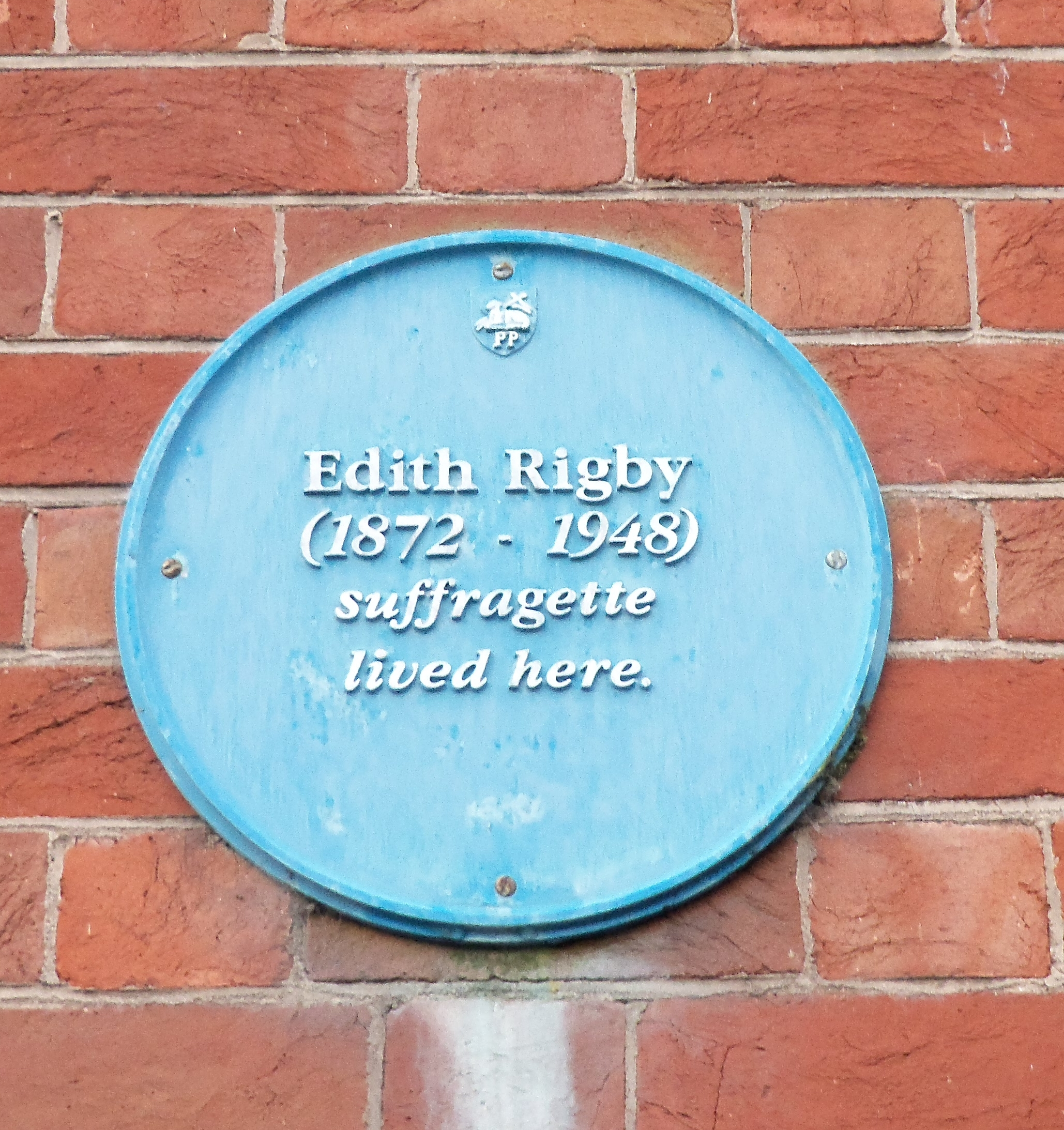
Placa d'Edith Rigby a Preston

Segons Elizabeth Ashworth en Champion Lancastrians, Edith Rigby fou la primera dona que va muntar amb bicicleta a Preston. Durant la Primera Guerra Mundial, es comprà una casa de camp prop de Preston anomenada Marigold Cottage i hi va produir aliments per a l'esforç de guerra. Hi conreava fruites i verdures i cuidava animals i abelles, seguint els ensenyaments de Rudolf Steiner. El seu marit es va retirar i va viure amb ella a la seua casa. Van adoptar un fill, anomenat Sandy. En la dècada dels 1920 Edith fundà i presidí l'Institut de la Dona de Hutton i Howick.
El 1926, poc després de la mort del seu marit, Edith Rigby se n'anà a Gal·les del Nord. Va seguir el treball de Steiner: formà un "cercle antroposòfic" pel seu compte, i visita una de les seues escoles a Nova York. De major va gaudir d'un estil de vida saludable: es banyava a la mar, caminava i meditava en les primeres hores del matí. Va morir el 1948, prop de Llandudno, Gal·les.